# Concha Piquer

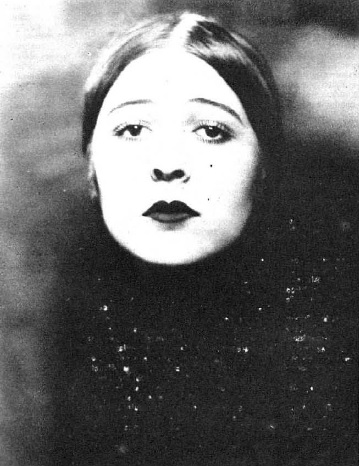
Conchita Piquer (1927)

Concha Piquer, auch Conchita Piquer, eigentlich María de la Concepción Piquer López (* 8. Dezember 1908 in Valencia; † 12. Dezember 1990 in Madrid) war eine spanische Sängerin und Schauspielerin.
Concepción „Concha“ Piquer war eine bekannte Interpretin der Copla, einer Liedform, die sich in Spanien vor allem seit den 1940er Jahren großer Beliebtheit erfreute. 1922 kam sie im Alter von 14 nach New York und sang später u. a. zusammen mit Eddie Cantor, Al Jolson und Fred Astaire. Rafael de León verfasste für sie unter anderem die Texte ihrer erfolgreichen Schlager Tatuaje, Sevilla, siempra Sevilla und La deseada. 1923 hatte sie einen Auftritt in dem Phonofilm-Projekt From Far Seville von Lee de Forest. Der Film wurde im Rivoli Theater in New York gezeigt. Außerdem sang sie 1927 ein Lied im ersten Tonfilm Der Jazzsänger.